# Горки Ленинские (музей-заповедник)

Памятник Ленину в новом здании музея

Госуда́рственный истори́ческий музе́й-запове́дник «Го́рки Ле́нинские» — музей В. И. Ленина, функционирующий на базе бывшей дворянской усадьбы «Горки». Расположен в посёлке Горки Ленинские, рядом с городом Домодедово Московской области, примерно в 10 км от МКАД по Каширскому шоссе.

## История
Усадьба Горки возникла в конце XVIII века, парк и усадебный дом восходят ко времени Дурасовых (начало XIX века), хозяйственные сооружения и парковые павильоны — к предреволюционным годам, когда поместьем владели миллионерша З. Г. Морозова и московский градоначальник А. А. Рейнбот, её муж. Подробнее о складывании усадебного комплекса см. статью Горки (усадьба).
В. И. Ленин стал бывать в Горках осенью 1918 года, после совершённого на него покушения. Обычно он приезжал сюда в нерабочие дни (например, в отпуск), с зимы 1921—1922 годов стал проводить здесь основную часть времени. С 15 мая 1923 года тяжело больной председатель Совнаркома СССР жил в Горках постоянно, здесь же он и скончался. После смерти Ленина усадьбу занимала до 1949 года семья его брата Дмитрия Ильича.
Музей-заповедник был открыт к 25-й годовщине смерти Ленина, в январе 1949 года. Территория усадьбы реконструирована в 1961—1962 годах архитекторами В. И. Долгановым и Г. А. Механошиной. В 800 метрах от главного дома усадьбы высятся одиннадцать кубов и один цилиндр, облицованные белым мрамором и красным туфом. Новый музейный комплекс площадью 6000 кв. м возведён в 1980—1987 гг. по проекту, выполненному в 1974—1980 гг. архитекторами Л. Н. Павловым и Л. Ю. Гончар.

## Состав экспозиции

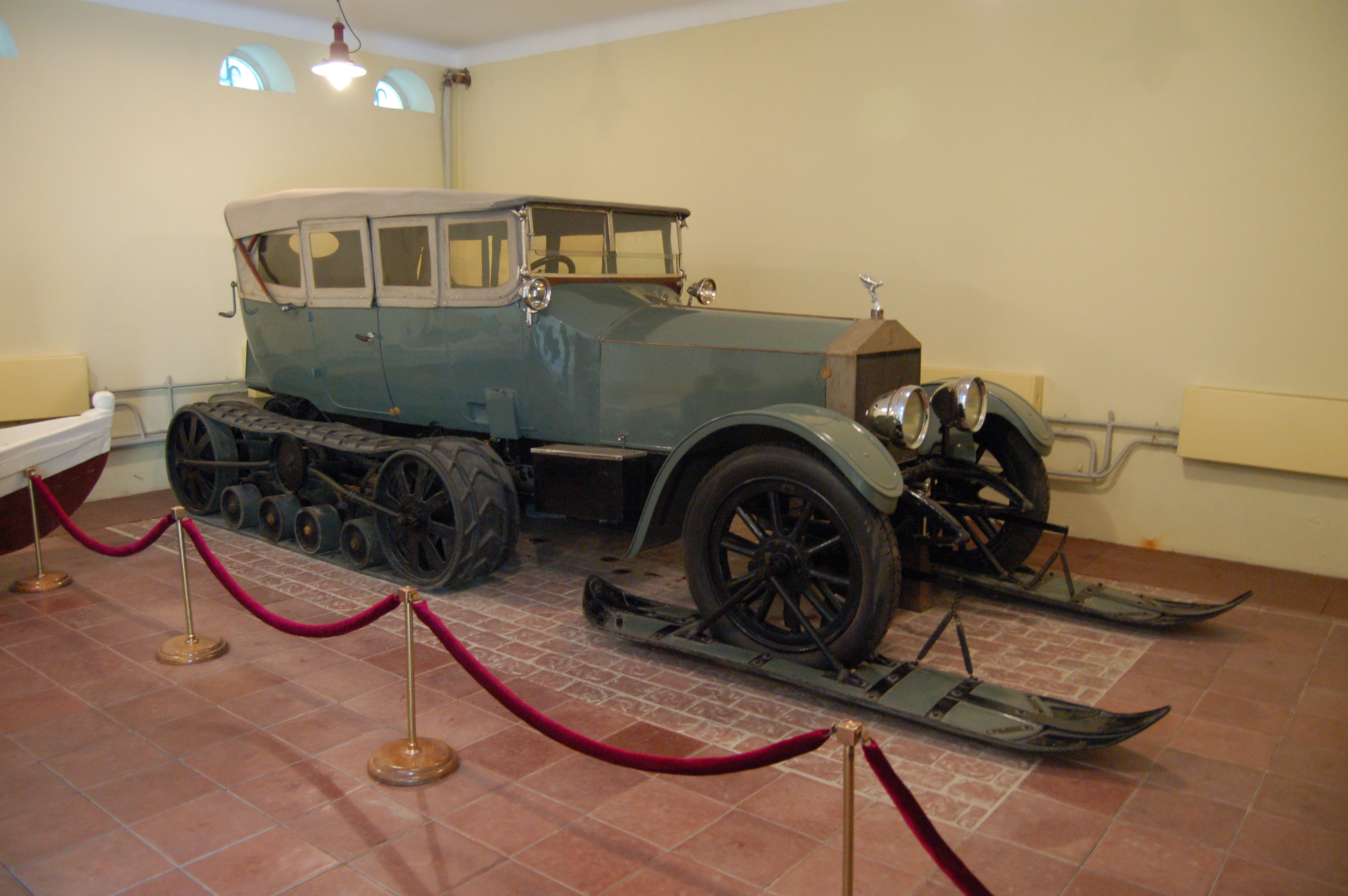
Переделанный «Роллс-Ройс» Ленина (до этого Николая II)

Сергей Меркуров. Смерть вождя, 1924—1949

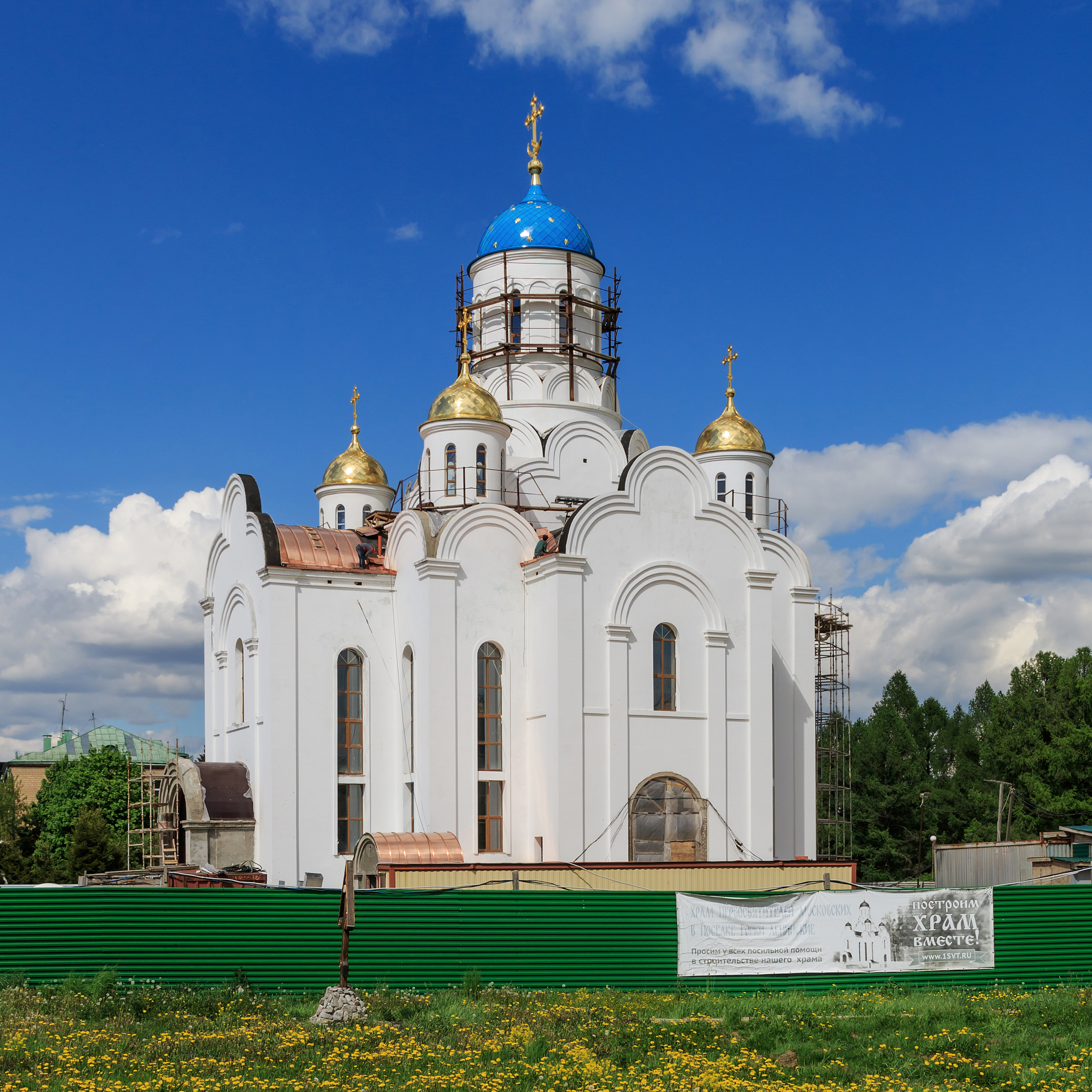
Строящаяся церковь (храм Первосвятителей Московских) около музея Горки Ленинские. Фото 2017 года

Комплекс музея-заповедника включает в себя следующие объекты:
- Музей-усадьбу «Горки» с сохранённой мемориальной обстановкой, в которой жил и работал В. И. Ленин.
- Музей В. И. Ленина.
- Музей «Кабинет и квартира В. И. Ленина в Кремле».
- Музей крестьянского быта.

Коллекции музея-заповедника представляют экспонаты высокой культурно-исторической ценности. Среди них:
- коллекция мебели XVIII—XX вв.
- коллекция живописи и декоративно-прикладного искусства (XVIII—XX вв.).
- коллекция личных вещей В. И. Ленина.
- коллекция личных вещей семьи Ульяновых.
- автомобиль марки «Роллс-Ройс» начала XX века (переделан в зимний автомобиль рабочими Путиловского завода).
- различная электрическая техника, печатные машинки, телефонные аппараты.

В большом доме усадьбы имеются произведения русских и западноевропейских художников: голландского пейзажиста Виллема ван Дриленбюрга (1635—1677), французской художницы Дюваль Аликс, французского художника Эмиля Менара (1862—1930), русских художников Василия Алексеевича Лобова (1828—?), Александра Алексеевича Борисова (1866—1934), Сергея Арсеньевича Виноградова (1868—1938), Петра Ивановича Петровичева (1874—1947), Витольда Каэтановича Бялыницкого-Бирули (1872—1957), Дмитрия Эмильевича Мартена (1860—1918), Петра Петровича Гославского (1871—19?), Марии Саввичны Морозовой (дочери С. Т. Морозова, 1890—1934), Алексея Ивановича Стрелковского (1819—1904), Ивана Петровича Раулова (1828—1869), Бориса Мелитоновича Боголюбова (1878—?).
На Траурной аллее под открытым небом в 1958 году была размещена скульптурная композиция Сергея Меркурова «Смерть вождя», вызвавшая скандал на Всероссийской выставке 1928 года, и удалённая с неё решением Политбюро ЦК. Скульптор работал над ней ещё 25 лет.
Документальная экспозиция музея В. И. Ленина включает копии документов, фотографии, плакаты, знамёна, книги, значки. Представлены копии документов с автографами и рукописных текстов самого Ленина, И. В. Сталина, Л. Б. Каменева, Г. Е. Зиновьева, М. М. Литвинова, Ф. Э. Дзержинского, П. А. Кропоткина, Л. Д. Троцкого, Н. И. Подвойского, Г. И. Петровского, Н. В. Крыленко, П. Е. Дыбенко, А. В. Луначарского и др., а также А. И. Деникина, А. В. Колчака и других известных политиков, революционеров, лидеров белого движения. Экспонаты отражают деятельность первого советского правительства, ВЦИКа, историю Учредительного собрания, а также белогвардейского Правительства Северо-Западной области, Особого Совещания Главкома Вооружённых сил юга России.